# Missa 'Rorate coeli desuper'
De Missa 'Rorate coeli desuper'  of Missa brevis in G (Hob. XXII:3) is een mis gecomponeerd door Joseph Haydn.
In zijn Entwurf-Katalog heeft Haydn een Missa 'Rorate coeli desuper' in G opgenomen, met een korte vioolincipit, die hij later ook in een uitgebreidere vorm, maar zonder titel, in zijn Haydn-Verzeichniß opnam. De mis is in de Hobokencatalogus opgenomen met de vermelding 'vermist'; in 1957 werd de mis teruggevonden in de Benedictijnerabdij van Göttweig in Oostenrijk.
Haydn schreef in totaal 15 missen (zie Missen van Joseph Haydn); de Missa 'Rorate coeli desuper' is de derde mis die hij componeerde.

## Naam
De titel van de mis komt uit een voor de Advent gebruikte Bijbeltekst (Jesaja 45:8): Rorate, coeli, desuper, et nubes pluant justum: aperiatur terra, et germinet Salvatorem, waarmee de mis dus is bestemd voor de adventperiode.

## Verloren en teruggevonden werk
Het werk was tot in de 20e eeuw onbekend. Op andere kopieën wordt of de naam van Georg Reutter, Haydns leraar, of die van Ferdinand Arbesser genoemd. Om het geheel ingewikkelder te maken kwam de gevonden bron niet overeen met het incipit van Haydn in zijn werkcatalogi. Dat de mis ook op naam van andere componisten stond is te verklaren door het feit dat kopiisten werken voorzagen van namen van componisten die bekender waren en beter verkochten; Reutter en Arbesser waren toen bekende componisten, Haydn was nog jong en onbekend

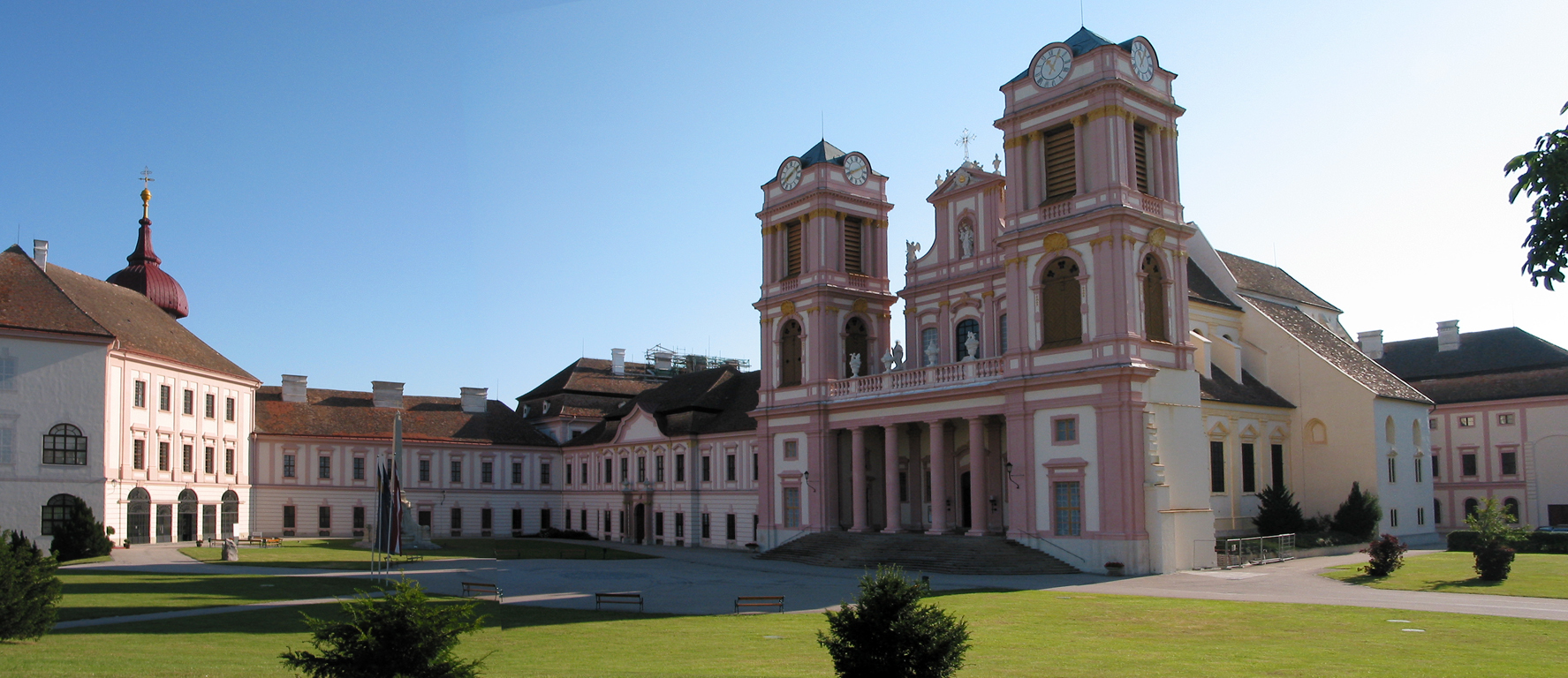
Benedictijnerabdij Göttweig

De mis werd in 1957 door de Amerikaanse musicoloog H. C. Robbins Landon ontdekt in de Benedictijnerabdij Göttweig in Neder-Oostenrijk. Als gevolg van de oorlog was de in veiligheid gebrachte muziekbibliotheek in wanorde; bij het werk hieraan kwam de mis in de thematische catalogus onder de kop 'Incogniti' (onbekend) aan het licht. De vocale en instrumentale partijen zelf zaten in een enorme berg bladmuziek die de Sovjetsoldaten hadden achtergelaten in 1945.
Haydns naam was op de partijen gezet door de kopiist, Leopold Graff, de toenmalige organist van Göttweig. Haydns naam is echter later doorgekrast, wat verklaart waarom het werk later werd ingedeeld bij 'incogniti'. Ook de vroege datum (ca. 1748; Haydn was nog zeer jong) en de gewetenloze kopiisten die liever bekende namen vermeldden, kunnen er de oorzaak van zijn dat het als onbekend werd gecatalogiseerd.

## Compositie

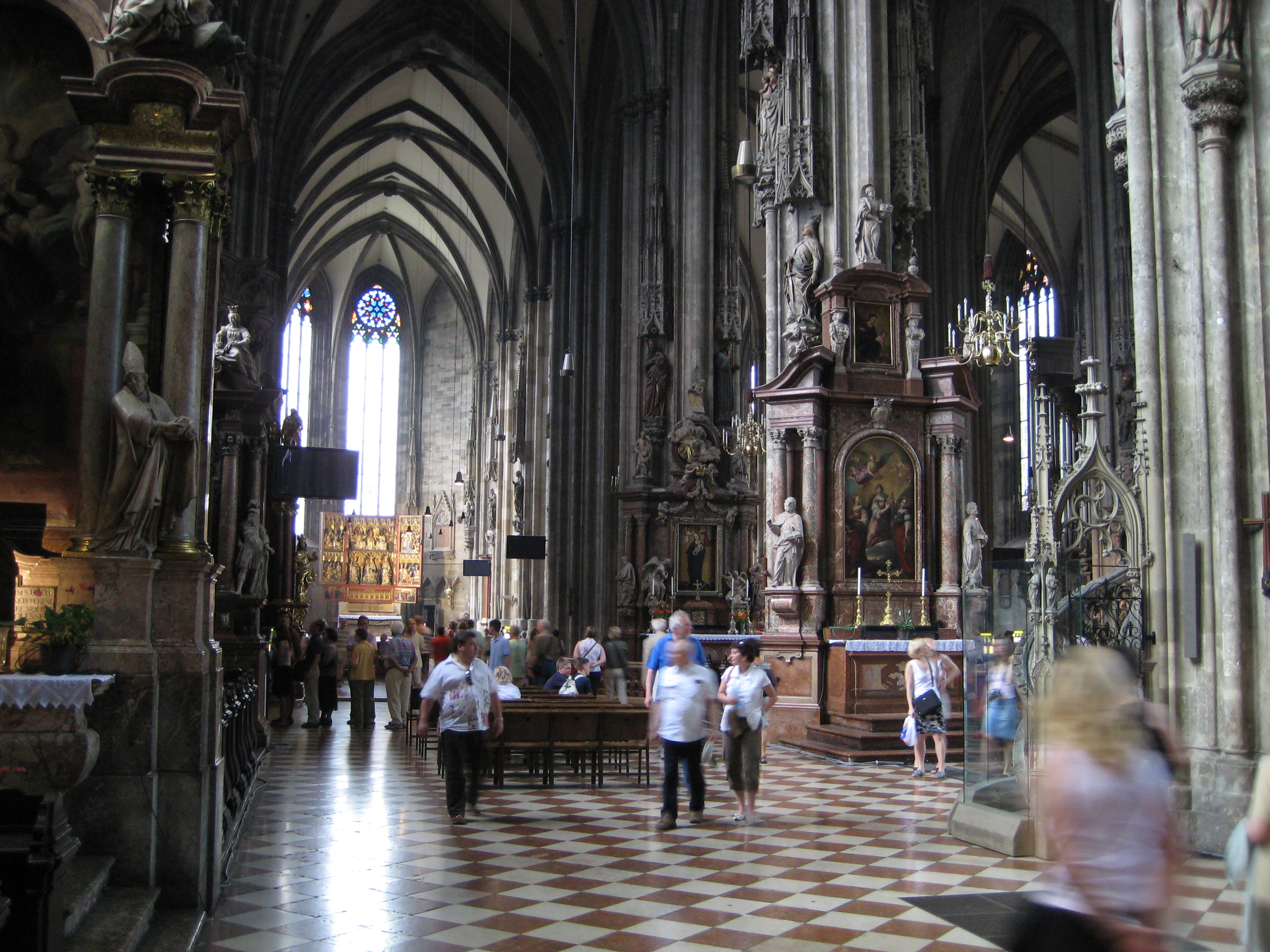
Stephansdom, Wenen

De mis is geschreven voor koor, twee violen en basso continuo, in een heel bondige toonzetting. De Missa 'Rorate coeli desuper' is een missa brevis. Dit is een typisch Zuid-Duitse en Oostenrijkse misvorm die bv. tijdens de Adventperiode werd gebruikt. Zoals de naam al aangeeft gaat het om een korte mis, waarbij de tekst 'telescopisch' ineen is geschoven. Deze 'inkorting' werd alleen gebruikt in het Gloria en het Credo. Zo heeft het Gloria vier aparte teksten die echter gezamenlijk worden gezongen door vier afzonderlijke delen van het koor. Hoewel het Vaticaan het gebruik aanvankelijk argwanend aankeek omdat de gelovige nauwelijks iets van de tekst kon begrijpen – en het gebruik later ook zou verbieden - werden missae breves veel gecomponeerd. Een praktische verklaring is de enorme koude die in de kerken heerste in de Adventtijd; een kortere mis betekende eenvoudigweg een korter verblijf in de kerk.
Op het titelblad staat Missa brevis alla cappella vermeld. Dit heeft niet dezelfde betekenis als a capella (m.a.w. zonder instrumentale begeleiding), maar verwijst naar de oorspronkelijke functie van het werk toen het werd uitgevoerd in de Stephansdom in Wenen. Haydn schreef de mis toen hij nog een jong koorlid van die kathedraal was, en de mis is waarschijnlijk uitgevoerd in de Gnadenbildkapelle (vandaar: alla cappella) van de Stephansdom. Daar werden op zondag kleine missen uitgevoerd met een koor en een heel klein orkest. In tegenstelling tot Haydn eerste mis, de Missa brevis in F die twee solisten vereist, is de Missa 'Rorate coeli desuper' alleen voor een klein koor geschreven.
Haydn zorgt in de korte mis voor muzikaal verrassende momenten. Midden in het Credo vertraagt Haydn het tempo plotseling voor het 'Et incarnatus est', en in het Agnus Dei 'zakt' de muziek naar piano in g klein.

## Geselecteerde discografie
- Missa Rorate coeli desuper, The Choir of Christ Church Cathedral, Oxford, en The Academy of Ancient Music o.l.v. Simon Preston (met de Missa in honorem Beatissimae Virginis Mariae en de Nikolaimesse)(Decca-L'Oiseau Lyre, 421 478-2)